# Wydział Elektryczny Politechniki Wrocławskiej
Wydział Elektryczny (W-5) Politechniki Wrocławskiej – jednostka naukowo-dydaktyczna (jeden z 12 wydziałów) Politechniki Wrocławskiej, która powstała w 1949 roku poprzez wydzielenie z Wydziału Mechaniczno-Elektrotechnicznego, powstałego w 1945 roku. Według Ministerstwa Nauki i Szkolnictwa Wyższego należy do dyscypliny posiadającej kategorię „A”.
Wydział zatrudnia 84 nauczycieli akademickich, w tym:
9 z tytułem naukowym profesora

21 ze stopniem naukowym doktora habilitowanego

59 ze stopniem naukowym doktora

## Struktura Wydziału
- Katedra Podstaw Elektrotechniki i Elektrotechnologii – W5/K38
- Katedra Energoelektryki – W5/K36
- Katedra Maszyn, Napędów i Pomiarów Elektrycznych – W5/K37

## Władze Wydziału
- Dziekan prof. dr hab. inż. Waldemar Rebizant
- Prodziekan ds. Studiów Stacjonarnych dr inż. Janusz Staszewski, prof. uczelni
- Prodziekan ds. Studiów Niestacjonarnych i Programów Międzynarodowych dr hab. inż. Robert Lis, prof. uczelni
- Prodziekan ds. Badań Naukowych i Rozwoju dr hab. inż. Mateusz Dybkowski
- Prodziekan ds. Studenckich i Promocji dr hab. inż. Piotr Serkies

## Edukacja
Obecnie wydział daje możliwość podjęcia nauki na trzech kierunkach Elektrotechnika, Automatyka i Robotyka oraz na kierunku Elektromobilność. Dodatkową formą kształcenia są studia podyplomowe, a także szkolenia mające na celu uzupełnianie wiedzy, aby nadążyć za nowościami technicznymi i technologicznymi.